# (101955) Бенну

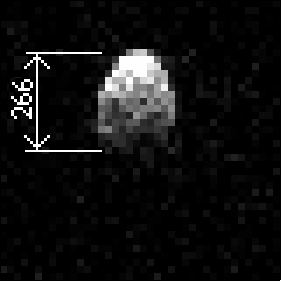
Радиолокационное изображение астероида, полученное обсерваторией Аресибо в 1999 году

(101955) Бе́нну (лат. Bennu; первоначально — 1999 RQ36) — небольшой околоземный астероид из группы аполлонов. Открыт в рамках проекта по поиску астероидов LINEAR в обсерватории Сокорро и 25 апреля 2013 года был назван в честь древнеегипетского божества — птицы Бенну, символа воскресения Осириса.
Название для астероида, получившего временное обозначение 1999 RQ36, выбранное по итогам конкурса среди школьников, было предложено 9-летним мальчиком из Северной Каролины. Среди других вариантов-финалистов были Набу (месопотамская мифология), Мунин, Рагнарёк (скандинавская мифология), Хронос, Полиматия (греческая мифология).
По результатам первоначальных расчётов на 100 лет вперёд, шансы на столкновение с Землёй были очень малы. Группа учёных под руководством Оскара Арратии (исп. Oscar Arratia) из Вальядолидского университета произвели повторные, более точные расчёты, учитывающие, в том числе, эффект Ярковского. По их данным, вероятность падения астероида на Землю равна 1⁄4000, а дата возможного падения находится в рамках 2169 и 2199 года. При падении на Землю его скорость составит 12,86 км/с. НАСА назвала этот астероид наиболее потенциально опасным для Земли объектом.

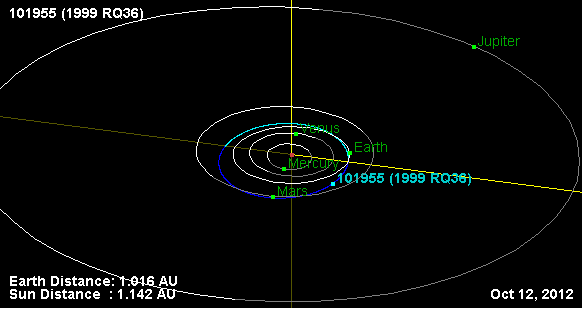
Орбита астероида и его положение в Солнечной системе

В наблюдении за астероидом участвуют Лаборатория реактивного движения, обсерватория Голдстоун, обсерватория Аресибо и некоторые другие подразделения НАСА.
В сентябре 2016 года к астероиду Бенну был отправлен аппарат OSIRIS-REx, уточнивший орбиту астероида до 2300 года. Столкновение с Землей может произойти 24 сентября 2182 года с вероятностью в 0,04 процента.

## Характеристики
Средний диаметр астероида составляет 510 метров или немного более. Период обращения вокруг Солнца составляет примерно 1,2 года, орбита — эллиптическая, с длиной большой оси около 1,13 а. е. Астероид относится к спектральному классу B.
Вдоль экватора Бенну расположен чётко очерченный гребень, наличие которого говорит о том, что в этой области скопились мелкозернистые частицы реголита, возможно, из-за его низкой гравитации и быстрого вращения. Причём, скорость вращения астероида увеличивается со временем: период вращения уменьшается примерно на одну секунду каждые 100 лет.
Бенну является активным астероидом, спорадически испускающим струи пыли и камней размером до 10 см.
Ученые предполагают, что выбросы могут быть вызваны сбросом теплового напряжения, выделением водяных паров и / или ударами метеороидов. Поверхность астероида почти полностью покрыта камнями и на ней почти отсутствует мелкая пылевая фракция. 
Бенну, вероятно, происходит из внутренней части пояса астероидов, где являлся фрагментом более крупного тела, диаметром около 100 км. Моделирование показало, что он с вероятностью 70 % происходит из семейства Нисы и с вероятностью 30 % — из семейства Эвлалии.
Также была выдвинута гипотеза кометного происхождения Бенну.
Падение данного астероида на Землю было бы эквивалентно взрыву 1150 мегатонн в тротиловом эквиваленте (для сравнения: Царь-бомба, мощнейшее взрывное устройство, испытанное человечеством, имела мощность взрыва около 58 мегатонн тротила).
После трёх пролётов OSIRIS-REx над северным полюсом астероида Бенну получены предварительные оценки массы астероида (7,34⋅1010 (± 0,15) кг), объёма (0,06171⋅109 (± 0,0004) м³) и средней плотности (1190±24) кг/м³). Гравитационный параметр (μ) Бенну равен (4,9±0,1) м³>/с2.
Согласно опубликованному в январе 2025 года отчёту НАСА, в полученных с астероида образцах грунта были обнаружены 14 аминокислот, используемых на Земле для синтеза белков, 5 азотистых оснований, входящих в состав ДНК и РНК, аммиак и формальдегид. Также были найдены следы 11 минералов, в числе которых кальцит, галит, сильвин и трона, которые образуются при испарении воды c растворенными в ней солями, при этом некоторые минералы были впервые обнаружены во внеземных образцах. Данные результаты подтверждают идею о том, что сформировавшиеся вдали от Солнца объекты могли быть источником исходных элементов для возникновения жизни в Солнечной системе.

### Сближения
| дата             | а. е.    | расстояний до Луны | небесное тело |
| ---------------- | -------- | ------------------ | ------------- |
| 22.09.1911 21:18 | 0,014178 | 5,52               | Земля         |
| 27.09.1970 2:35  | 0,021403 | 8,34               | Земля         |
| 22.09.1999 18:20 | 0,014686 | 5,72               | Земля         |
| 20.09.2005 10:41 | 0,033130 | 12,9               | Земля         |
| 30.09.2054 1:00  | 0,039299 | 15,3               | Земля         |
| 23.09.2060 0:36  | 0,005008 | 1,95               | Земля         |
| 23.09.2060 12:03 | 0,004418 | 1,72               | Луна          |
| 22.09.2080 0:45  | 0,015479 | 6,03               | Земля         |
| 24.09.2135 20:39 | 0,005060 | 1,97               | Луна          |
| 25.09.2135 12:53 | 0,003084 | 1,20               | Земля         |

## Миссии
Lockheed Martin Space Systems предложила НАСА свои услуги по разработке космического аппарата в рамках проекта OSIRIS-REx, который, будучи запущенным в 2016 году, сблизится с астероидом в 2020 году, исследует его, заберёт пробу грунта (масса его будет около 60 грамм, забор грунта будет сделан роботизированной рукой в июле) и вернётся в 2023 году с пробами на Землю. Также, в НАСА планируются миссии по уточнению положения астероида и отклонению траектории его полёта в сторону от Земли.
Запуск станции OSIRIS-REx состоялся 8 сентября 2016 года.
17 января 2018 года, в ходе инженерного теста камеры NavCam1, являющейся частью TAGCAMS (Touch-And-Go Camera System), которую Lockheed Martin встроил в зонд OSIRIS-REx, были получены фото Земли и Луны с расстояния 63,6 млн км.
31 декабря 2018 года аппарат прибыл к астероиду Бенну и вышел на круговую орбиту вокруг астероида. Таким образом Бенну стал наименьшим небесным телом с космическим аппаратом, находящимся на его орбите.
21 октября 2020 года космический зонд OSIRIS-REx сблизился с астероидом и взял образцы грунта. 
Образцы грунта, как и планировалось, были доставлены на Землю 24 сентября 2023 года. 
29 января 2025 года опубликованы результаты анализа проб с астероида, установлено, что все основные строительные блоки жизни были широко распространены в ранней Солнечной системе, обнаружены тысячи органических соединений, включая 14 из 21 аминокислот, а также все нуклеотидные основания.

## Галерея

Последовательность изображений, показывающая вращение астероида
- Трёхмерная модель астероида
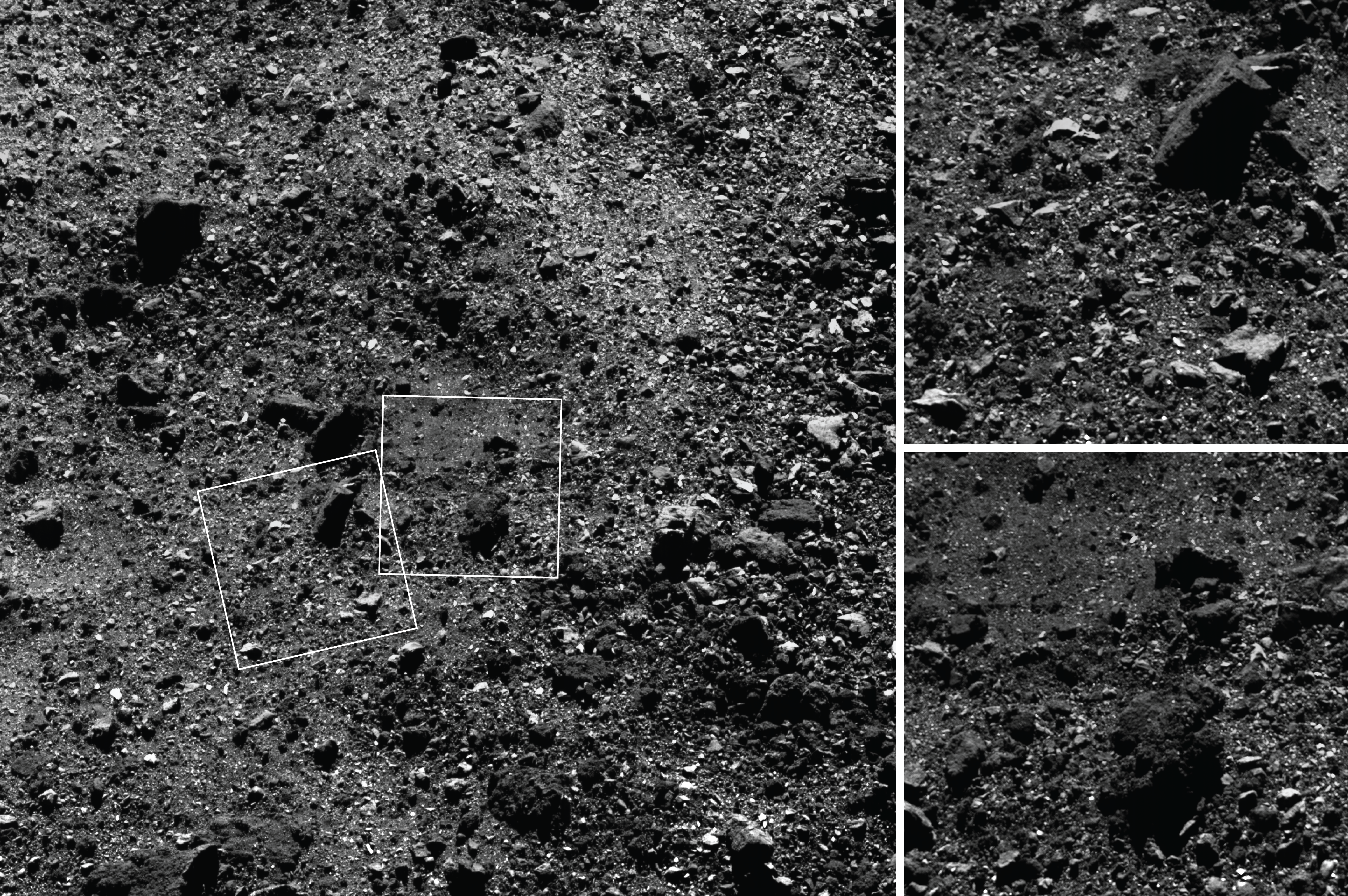
Широкоугольный снимок северного полушария
- Траектория выброшенных частиц
Траектория аппарата OSIRIS-REx